# GSC Game World
A GSC Game World (GSCGW) egy ukrán videójáték fejlesztő cég. 1995-ben lett alapítva Hryhorovych Serhiy által Ukrajnában, Kijevben.
Megjelentettet játékaik : Cossacks: European Wars, American Conquest, Alexander, S.T.A.L.K.E.R.: Shadow of Chernobyl, S.T.A.L.K.E.R.: Clear Sky és a S.T.A.L.K.E.R.: Call of Pripyat. 2004-ben a GSC Game World alapított egy kiadóvállalatot, a GSC World Kiadó néven.
A GSCGW legsikeresebb játék sorozata a S.T.A.L.K.E.R volt, 7 év fejlesztés után 2007.márciusában adták ki. A Cossacks sorozatuk is szintén híres. A legtöbb játékot Európában a Cdv Software Entertainment kiadó publikáltatta.
A GSCGW X-Ray motort használt a S.T.A.L.K.E.R. sorozat készítésénél.
2011. december 9-én a GSC megszűnt. Két új stúdió alakult, akik tovább dolgoztak a S.T.A.L.K.E.R. sorozaton, a Vostok Games és 4A Games.
2013-ban egy vitatott új cég alakult,az úgynevezett West Games (korábban a Union Studio) olyan emberekkel, akik azt állították hogy az egykori tagjai,vezető szakemberei a S.T.A.L.K.E.R. sorozatnak. Azonban a GSC Game World később kiderítette, hogy az csak a STALKER projekt volt amin a West Games dolgozott,ez egy törölt Flash játék.
2014 decemberében a GSC hivatalosan bejelentette, hogy újból megnyitnak és azt, hogy egy új játékot fejlesztenek.
2015 májusában a GSC bejelentette hogy dolgoznak a Cossacks 3-on, ami egy újra elkészített valós idejű stratégiai klasszikus.
2018 májusában Sergey Grigorovich bejelentette, hogy ismételten újra kezdték a S.T.A.L.K.E.R 2 fejlesztését és a megjelenése 2024 Ben várható. 

## A GSC Game World által fejlesztett játékok
- 2001 — Codename: Outbreak
- 2001 — Cossacks: European Wars
- 2002 — Cossacks: Art of War
- 2002 — Cossacks: Back to War
- 2003 — Hover Ace
- 2003 — American Conquest
- 2003 — American Conquest: Fight Back
- 2003 — American Conquest: Divided Nation
- 2003 — Firestarter
- 2004 — Alexander
- 2005 — Cossacks II: Napoleonic Wars
- 2006 — Cossacks II: Battle for Europe
- 2006 — Heroes of Annihilated Empires
- 2007 — S.T.A.L.K.E.R.: Shadow of Chernobyl
- 2008 — S.T.A.L.K.E.R.: Clear Sky
- 2009 — S.T.A.L.K.E.R.: Call of Pripyat
- 2016 — Cossacks 3
- 2024 — S.T.A.L.K.E.R.: 2

## Xbox 360 fejlesztő jogok
2007 novemberében a GSC megszerezte a Xbox 360 fejlesztői jogait. 2009 szeptemberében a GSC bejelentette, hogy a S.T.A.L.K.E.R.-t Xbox 360 és PlayStation 3 konzolokra is kiadja. Azonban munkaerő hiány miatt úgy tervezték, hogy elkezdik a S.T.A.L.K.E.R. 2 kiadását, amely később "beragadt a fejlesztés poklába".

## Fordítás
- Ez a szócikk részben vagy egészben  a   GSC_Game_World című angol Wikipédia-szócikk ezen változatának fordításán alapul.  Az eredeti cikk szerkesztőit annak laptörténete sorolja fel. Ez a jelzés csupán a megfogalmazás eredetét és a szerzői jogokat jelzi, nem szolgál a cikkben szereplő információk forrásmegjelöléseként.